# Sylvia Rietenberg
Sylvia Rietenberg (* 20. Juli 1965 in Wanne-Eickel) ist eine deutsche Politikerin von Bündnis 90/Die Grünen.

## Leben und Arbeit
Rietenbergers schulische Laufbahn führte sie 1981 zum Abschluss der Fachoberschulreife, gefolgt von der Fachhochschulreife, die sie von 1981 bis 1983 erwarb. Anschließend nahm sie ein Studium der Sozialarbeit an der Evangelischen Fachhochschule Bochum auf, das sie 1987 mit dem Diplom zur Sozialarbeiterin erfolgreich abschloss.

## Politik
Ihr politischer Werdegang begann im Jahr 2011 mit dem Eintritt in die Partei Bündnis 90/Die Grünen. Von 2014 bis 2020 war sie Mitglied der Ratsfraktion von Bündnis 90/Die Grünen in Münster, bevor sie 2020 den Vorsitz der Fraktion übernahm, den sie bis heute innehat.
Bei der Bundestagswahl 2025 wurde sie zur Bundestagsabgeordneten für die Grünen in den Bundestag gewählt.